# Settlers’ Memorial Campanile

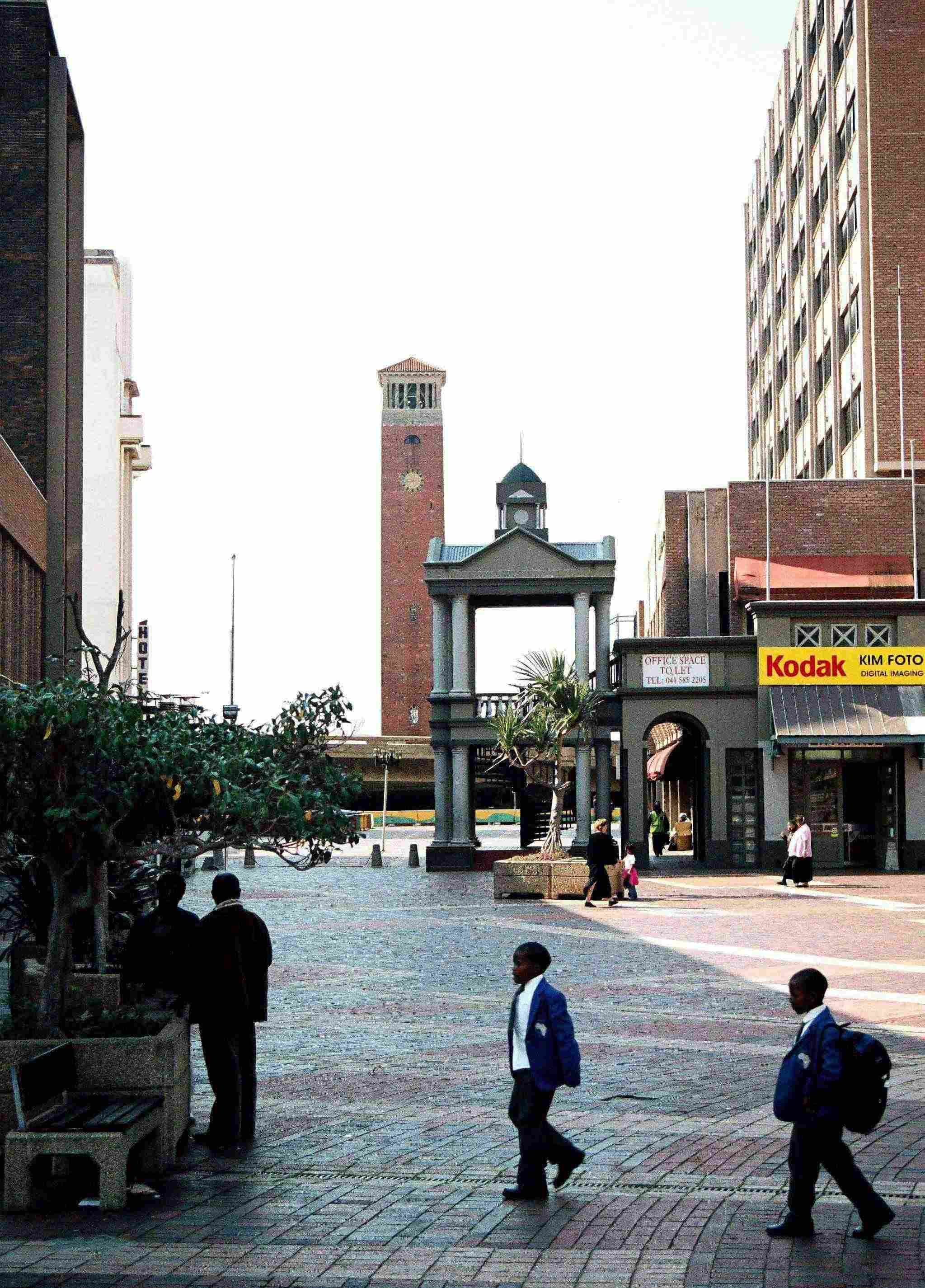
Blick auf den Campanile vom Market Square aus

Der Settlers’ Memorial Campanile ist ein Glockenturm in der südafrikanischen Stadt Gqeberha. Er wurde 1923 in Erinnerung an die Landung der ersten Siedler im Jahr 1820 und die Gründung der Stadt durch Sir Rufane Donkin auf dem Platz vor dem Bahnhof am Eingang zum Hafen errichtet.
Ursprünglich hatte der aus Schottland stammende Architekt Frank Gordon McIntosh den 1920 zur Errichtung des Turms ausgeschriebenen Wettbewerb gewonnen. Sein Entwurf wurde jedoch nicht verwirklicht. Begründet wurde dies mit dem zu hohen finanziellen Aufwand. Stattdessen wurden die beiden in Port Elizabeth ansässigen Architekten Victor Thomas Jones und William John McWilliams mit dem Bau beauftragt. 
Es wurde ein 53,5 Meter hoher Turm aus roten Ziegeln erbaut. Er schließt an der Spitze mit einer mit Säulen geschmückten Aussichtsplattform ab. In Form und Farbgebung erinnert er stark an italienische Pendants.
Im Turm befindet sich das größte Glockenspiel des Landes.
Koordinaten: 33° 57′ 39,3″ S, 25° 37′ 30,1″ O